# Damernas turnering i volleyboll vid panamerikanska spelen
Panamerikanska spelen har haft en turnering i volleyboll för damer sedan de andra spelen 1955. Tävlingen genomförs, som spel i sin helhet, vart fjärde år och organiseras av panamerikanska sportorganisationen. I turneringen deltar åtta landslag från Nord- och Sydamerika.

## Upplagor
| Säsong               | Säsong            | Podium                  | Podium    | Podium                  |
| År                   | Spelplats         | Guld                    | Silver    | Brons                   |
| -------------------- | ----------------- | ----------------------- | --------- | ----------------------- |
| 1955 mer information | Mexico City       | Mexiko                  | USA       | Brasilien               |
| 1959 mer information | Chicago           | Brasilien               | USA       | Peru                    |
| 1963 mer information | São Paulo         | Brasilien               | USA       | Mexiko                  |
| 1967 mer information | Winnipeg          | USA                     | Peru      | Kuba                    |
| 1971 mer information | Cali              | Kuba                    | Peru      | Mexiko                  |
| 1975 mer information | Mexico City       | Kuba                    | Peru      | Mexiko                  |
| 1979 mer information | San Juan          | Kuba                    | Peru      | Brasilien               |
| 1983 mer information | Caracas           | Kuba                    | USA       | Peru                    |
| 1987 mer information | Indianapolis      | Kuba                    | Peru      | USA                     |
| 1991 mer information | Havanna           | Kuba                    | Brasilien | Peru                    |
| 1995 mer information | Mar del Plata     | Kuba                    | USA       | Kanada                  |
| 1999 mer information | Winnipeg          | Brasilien               | Kuba      | USA                     |
| 2003 mer information | Santo Domingo     | Dominikanska republiken | Kuba      | USA                     |
| 2007 mer information | Rio de Janeiro    | Kuba                    | Brasilien | USA                     |
| 2011 mer information | Guadalajara       | Brasilien               | Kuba      | USA                     |
| 2015 mer information | Toronto           | USA                     | Brasilien | Dominikanska republiken |
| 2019 mer information | Callao            | Dominikanska republiken | Colombia  | Argentina               |
| 2023 mer information | Santiago de Chile | Dominikanska republiken | Brasilien | Mexiko                  |

### Medaljörer
| Pos. | Lag                     | Guld | Silver | Brons |
| ---- | ----------------------- | ---- | ------ | ----- |
| 1    | Kuba                    | 8    | 3      | 1     |
| 2    | Brasilien               | 4    | 4      | 2     |
| 3    | Dominikanska republiken | 3    | -      | 1     |
| 4    | USA                     | 2    | 5      | 5     |
| 5    | Mexiko                  | 1    | -      | 4     |
| 6    | Peru                    | -    | 5      | 3     |
| 7    | Colombia                | -    | 1      | -     |
| 8    | Argentina               | -    | -      | 1     |
|      | Kanada                  | -    | -      | 1     |